# National Film Awards
Els National Film Awards (Premis Nacionals de Cinema) són uns dels premis cinematogràfics més destacats a l'Índia. S'atorguen anualment a Nova Delhi en una cerimònia creada el 1954, administrada des del 1973 per la Direcció del Govern Indi de Festivals de Cinema i que compta amb la presència del president de l'Índia. La cerimònia és seguida per la inauguració del Festival Nacional de Cinema, on les pel·lícules guardonades es projecten en públic.
Els National Film Awards es presenten en dues categories principals: llargmetratges i documentals i curtmetratges. Hi participen obres produïdes l'any anterior arreu del país i s'hi recompensa la millor realització nacional però també la millor de cada estat i cada llengua. El jurat dels llargmetratges es compon de 13 membres i el dels documentals i curtmetratges està format per cinc membres. Els jurats són designats per la Direcció de Festivals de Cinema de l'Índia. Cada any s'inscriuen a cada categoria més de 100 pel·lícules realitzades a tot el país. Per a ser elegides, les obres han d'obeir una sèrie de criteris molt estrictes, principalment aquells que garanteixen que es tracta realment d'una producció índia.

## Premis

### Llargmetratges

#### Swarna Kamal (Lotus d'Or)
- Millor llargmetratge
- Millor direcció
- Millor pel·lícula d'entreteniment
- Millor pel·lícula per a infants
- Premi Indira Gandhi

#### Rajat Kamal (Lotus de Plata)
- Millor actor
- Millor actriu
- Millor actor secundari
- Millor actriu secundària
- Millor actor infantil
- Millor fotografia
- Millor guió
- Millor Direcció artística
- Millor maquillatge
- Millor disseny de vestuari
- Millor composició musical
- Millor lletrista
- Millor cantant masculí de playback
- Millor cantant femenina de playback
- Millor coreografia
- Millor so
- Millor muntage
- Millors efectes especials
- Premi especial del jurat/menció especial (llargmetratge)
- Premi Nargis Dutt al millor pel·lícula sobre la integració nacional
- Millor pel·lícula en altres temes socials
- Millor pel·lícula sobre el benestar familiar
- Millor pel·lícula sobre el medi ambient
- Segon millor llargmetratge (en discontinuïtat des del 1993)

#### Millor llargmetratge per idioma
- Millor llargmetratge en anglès
- Millor llargmetratge en assamès
- Millor llargmetratge en bengalí
- Millor llargmetratge en bhojpuri
- Millor llargmetratge en hindi
- Millor llargmetratge en kanarès
- Millor llargmetratge en kokborok
- Millor llargmetratge en konkani
- Millor llargmetratge en malaiàlam
- Millor llargmetratge en manipuri
- Millor llargmetratge en marathi
- Millor llargmetratge en monpa
- Millor llargmetratge en oriya
- Millor llargmetratge en panjabi
- Millor llargmetratge en tàmil
- Millor llargmetratge en telugu
- Millor llargmetratge en tulu

### Documentals i curtmetratges
- Millor documental o curtmetratge
- Millor primer documental o curtmetratge
- Millor obra antropològica/etnogràfica
- Millor obra biogràfica
- Millor obra sobre art/cultura
- Millor obra científica
- Millor obra publicitària
- Millor obra sobre agricultura
- Millor obra sobre temes socials
- Millor obra educativa
- Millor obra sobre el medi ambient
- Millor obra d'exploració/aventura
- Millor obra d'investigació
- Millor dibuix animat
- Millor curtmetratge de ficció
- Millor obra sobre el benestar familiar
- Millor direcció d'un documental o curtmetratge
- Millor fotografia d'un documental o curtmetratge
- Millor so d'un documental o curtmetratge
- Millor muntatge d'un documental o curtmetratge
- Millor direcció musical d'un documental o curtmetratge
- Premi especial del jurat/Menció especial (d'un documental o curtmetratge)

### Altres
- Premi Dadasaheb Phalke pel conjunt de la carrera
- Premi al millor llibre sobre cinema
- Millor pel·lícula crítica